# Зак Снайдър
Зак Снайдър (на английски: Zack Snyder) e американски режисьор, сценарист и продуцент, носител на награди „Сатурн“ и „Хюго“. Известни филми режисирани от него са „Зората на мъртвите“, „300“, „Пазителите“, „Легенда за пазителите“, „Измислен свят“, „Човек от стомана“, „Батман срещу Супермен“ и „Лигата на справедливостта“.

## Биография
Зак Снайдър е роден на 1 март 1966 г. в Грийн Бей, Уисконсин, но израства в Гринуич, Кънектикът. Баща му Чарлс Едуард „Ед“ Снайдър набира персонал за високи позиции в различни фирми, а майка му Марша е художничка и учителка по фотография.
Снайдър учи първо в училище по приложни изкуства в Лондон, а след това в колежа „Art Center College of Design“ в Пасадина, Калифорния, където е съученик с Тарсем Сингх и Майкъл Бей. Понастоящем Зак Снайдър живее в Пасадина със съпругата си Дебора Снайдър. Двамата се запознават през 1996 г. и сключват брак през 2004 г.

## Кариера
Дебюта на Зак Снайдър е през 1990 г., като режисьор на документалния късометражен филм за Майкъл Джордан – „Playground“. След като прави пълнометражния си дебют с римейка от 2004 г. „Зората на мъртвите“, Снайдър получава широко признание. През 2007 г. печели награда „Сатурн“ в категория „Най-добър режисьор“ за касовия хит „300“, адаптация по едноименната поредица на „Dark Horse Comics“ от сценариста и художник Франк Милър. По-късно режисира филмът за супергерои от 2009 г. „Пазителите“. През 2013 г. е режисьор на филма за Супермен – „Човек от стомана“.

## Избрана филмография
- „Зората на мъртвите“ (режисьор и актьор, 2004)
- „300“ (сценарист и режисьор, 2006)
- „Пазителите“ (режисьор и актьор, 2009)
- „Пазителите: Приказки за Черния кораб“ (сценарист и продуцент, късометражен, 2009)
- „Легенда за пазителите“ (режисьор, 2010)
- „Измислен свят“ (сценарист, продуцент и режисьор, 2011)
- „Човек от стомана“ (режисьор, 2013)
- „Супермен на 75 години“ (режисьор, Тв филм, 2013)
- „300: Възходът на една империя“ (сценарист и продуцент, 2014)
- „Батман срещу Супермен: Зората на справедливостта“ (режисьор, 2016)
- „Отряд самоубийци“ (продуцент, 2016)
- „Жената чудо“ (продуцент и актьор, 2017)
- „Лигата на справедливостта“ (сценарист и режисьор, 2017)
- „Аквамен“ (продуцент, 2018)